# Spathoteredo obtusa
Spathoteredo obtusa is een tweekleppigensoort uit de familie van de Teredinidae. De wetenschappelijke naam van de soort is voor het eerst geldig gepubliceerd in 1928 door Sivickis.